# Heteronotus
Genre
Le genre Heteronotus rassemble des insectes hémiptères de la famille des Membracidae dont les espèces présentent un prothorax et une carène pronotale prolongés en appendice prothoracique également dénommé casque développé en formes anomales.

## Répartition
Les espèces du genre Heteronotus se rencontrent en Amérique Centrale et en Amérique du Sud,.

## Dénomination
Le genre Heteronotus a été décrit en 1832 par le naturaliste français Francis de Laporte de Castelnau avec pour espèce type Heteronotus spinosus,.
Le nom Heteronotus provient du grec Ετεροζ (qui diffère) et νωτοζ (dos) : qui diffère par son dos.

## Description

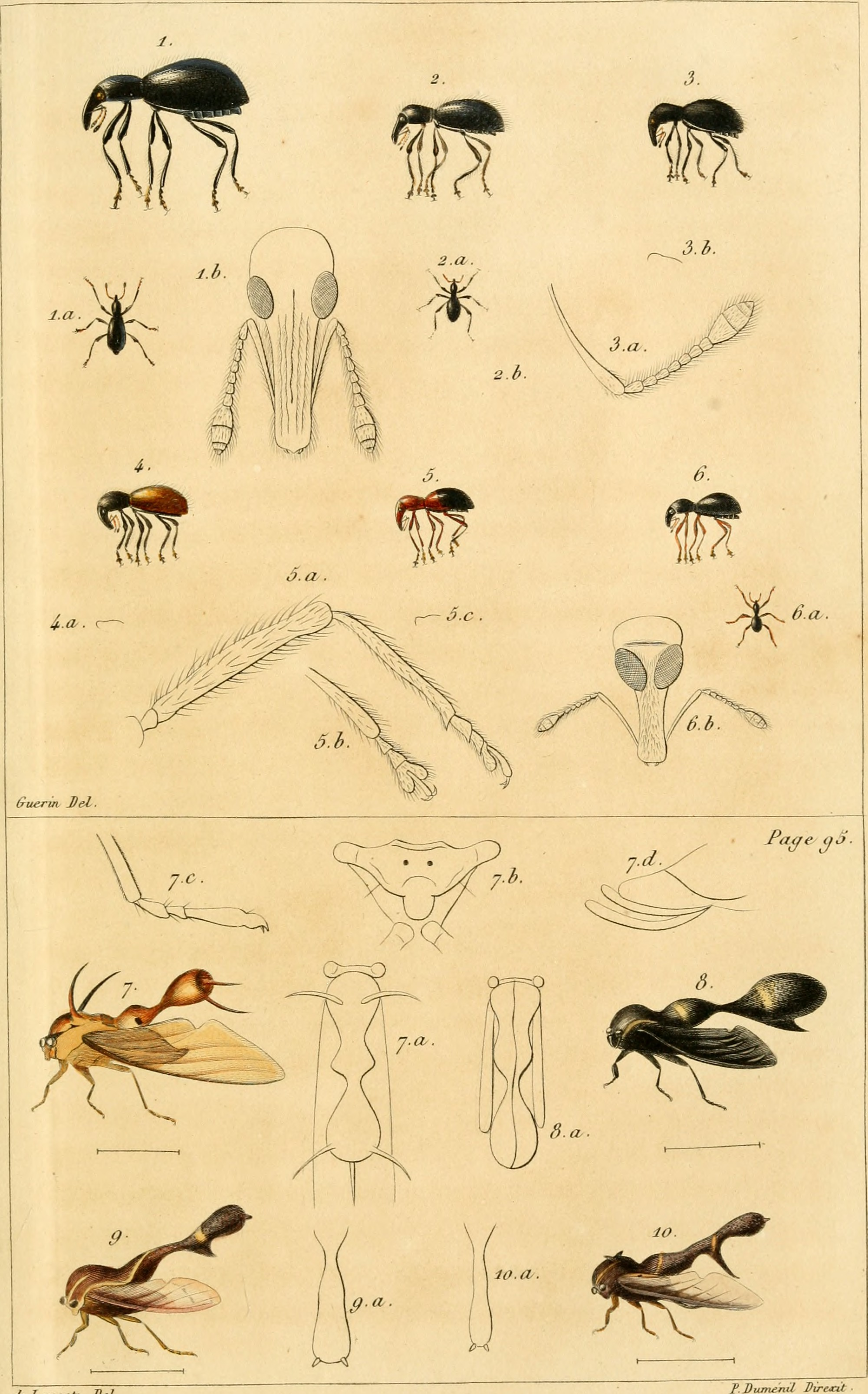
Planche de l'article original décrivant le genre Heteronotus (Fig. 7. Heteronotus Spinosus).

Les espèces du genre Heteronotus sont relativement grandes (de 7 à 11 mm) et généralement très colorées. Elles sont caractérisées par un prolongement du prothorax dénommé casque de formes assez extraordinaires. Il est à noter que l’origine du casque des membracides est un sujet controversé avec d'une part une hypothèse suggérant que le casque serait issu d’une troisième paire d’ailes fortement modifiée rattachée au premier segment thoracique, et d'autre part une hypothèse qui présente le casque comme une excroissance du premier segment thoracique.
La tête, nettement plus large que haute, est triangulaire transversale avec de grands yeux complexes globuleux saillants. Les antennes sont filiformes avec la base insérée entre les yeux. Les ocelles, proches l'une de l'autre, sont petites et arrondies, placées approximativement entre les yeux. Le rostre est court. La zone du vertex en dessous des ocelles est distinctement dirigée vers l'arrière (y compris le frontoclypeus). Les saillies supra-antennaires sont réduites à de petits lobes (le pédicelle est généralement visible en vue de face) souvent dirigé vers l'avant. Le vertex présente deux sillons longitudinaux profonds, chacun placé en diagonale aux marges externes des ocelles. La suture coronale est rainurée. Le Frontoclypeus est ovale, dépassant environ la moitié de sa longueur en dessous des marges inférieures du sommet qui est arrondi.

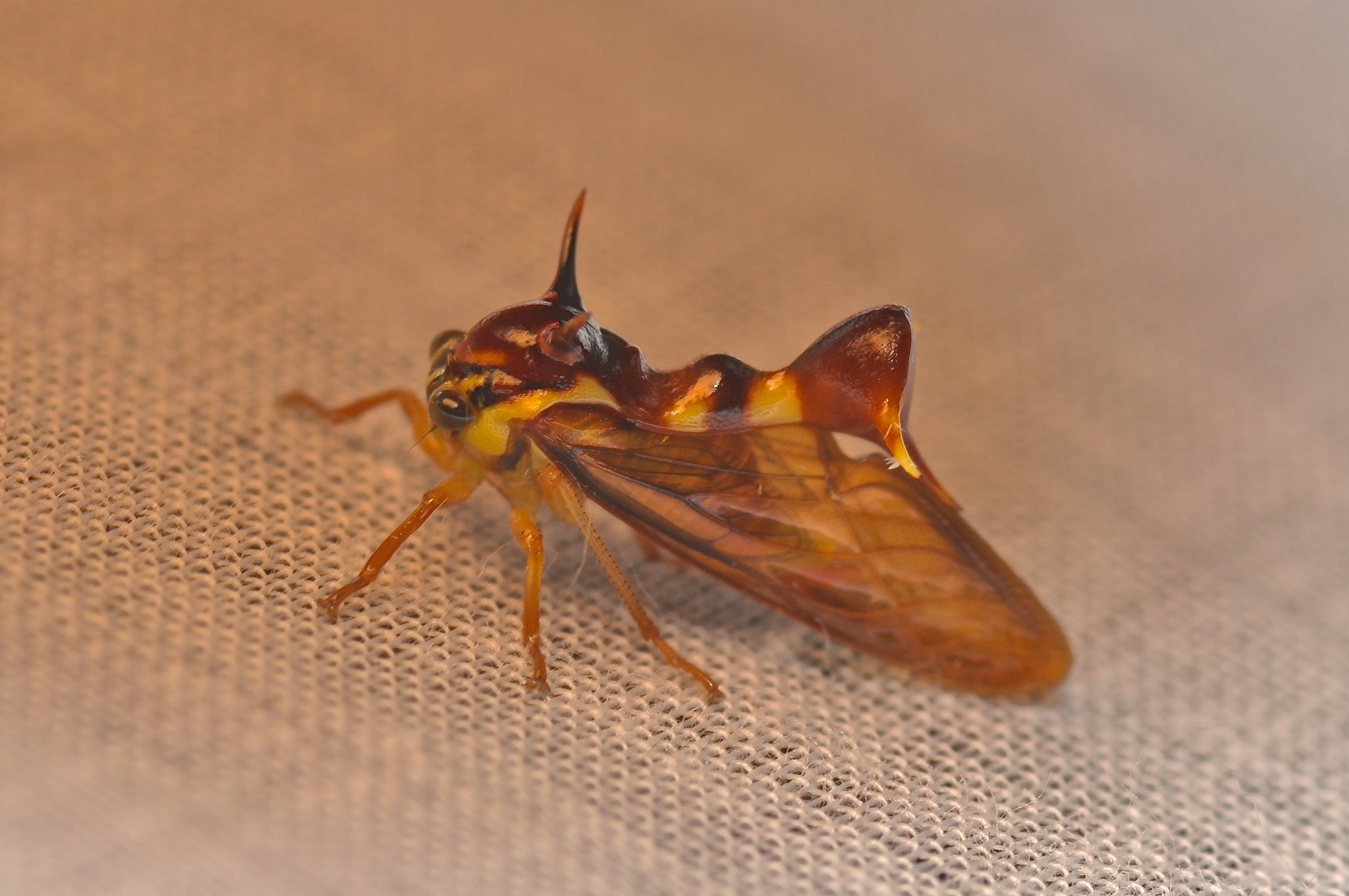
Vue latérale

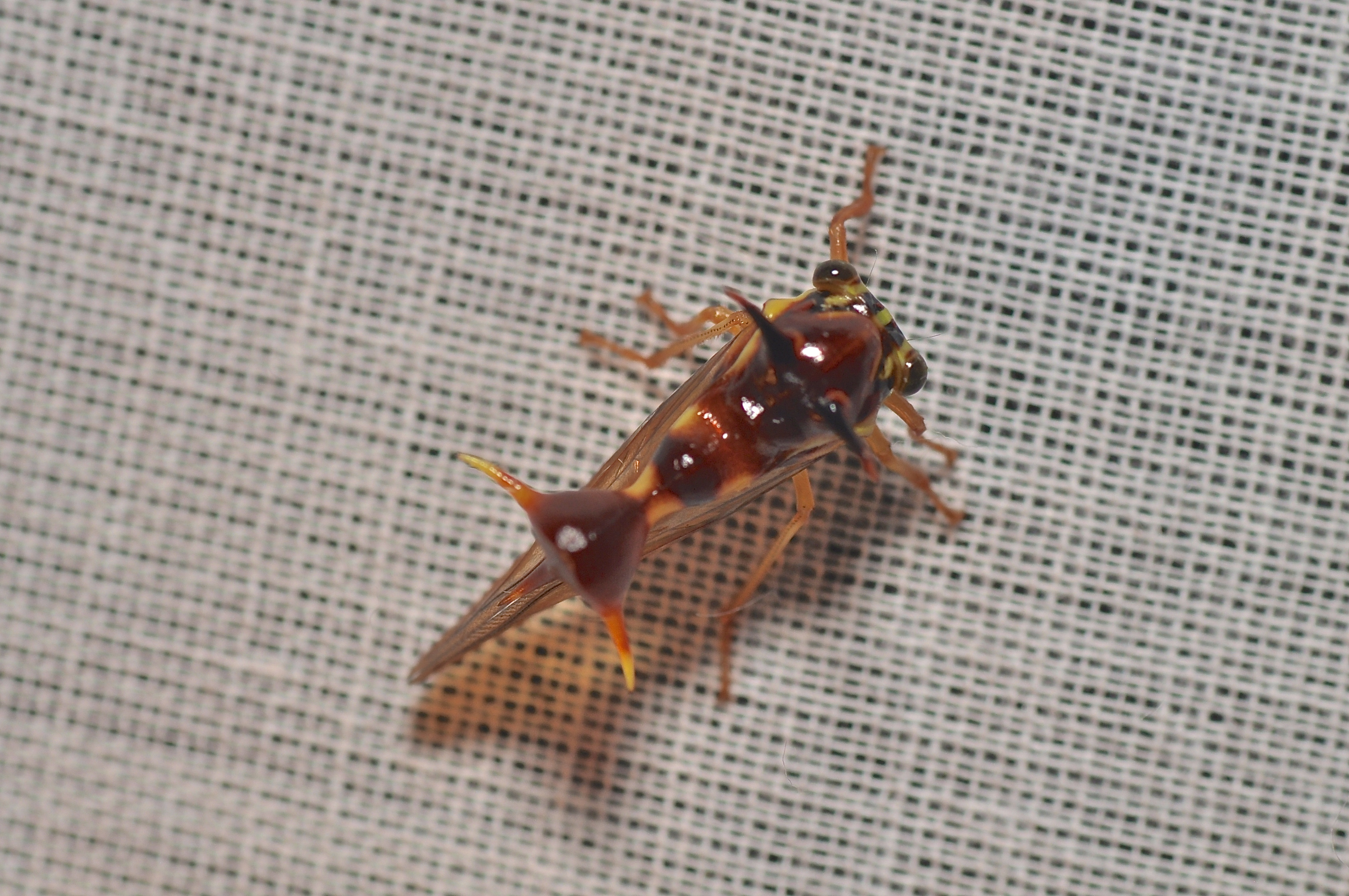
Vue de dessus

Le dos du thorax est globuleux et le corselet (protothorax) est convexe et muni d'un appendice très prolongé en arrière. Le pronotum est mince et allongé, fortement rétréci après les angles huméraux, et habituellement resserré en nœuds. La partie postérieure est élevée au-dessus des ailes antérieures avec la moitié apicale complètement refermée ventralement. L'apex porte typiquement trois épines: deux de chaque côté sur le nœud postérieur ou le pétiole, et un ventral à l'extrémité du nœud postérieur ou du pétiole. L'aspect de la surface du pronotum peut varier du lisse et brillant partout au finement ponctué ou grossièrement ponctué avec des creux fortement agrandis en arrière, donnant un aspect réticulé sur le nœud apical. Les cornes supra-humérales sont a minima présentes chez les femelles et parfois présentes chez les mâles en fonction du dimorphisme sexuel des espèces. Leur forme est variable et elles peuvent être robustes et triangulaires (dans ce cas les cornes supra-humérales sont parfois carénées), aiguës, allongées et minces ou ressemblant à de petits tubercules ou à des épines.
L'abdomen est pointu vers l'arrière. L'abdomen est court et muni d'une tarière en forme de sabre chez les femelles.
Les tegmina (pseudélytres) sont plus ou moins longues offrant sur le dessus une échancrure. Elles sont transparentes et parcourues de nervures assez fortes. Les ailes antérieures présentent une nervure r-m et une nervure m-cu (m-cu2). La nervure r-m est bien développée ou réduite (dans ce cas les nervures R4+5, M1 et M2 semblent contiguës en un point puis divergentes au-delà). La nervure m-cu2 est située au point de bifurcation de M1 + 2 et M3 + 4 (ou légèrement après). Les ailes postérieures présentent un lobe jugal très réduit ou vestigial. Les nervures A2 et A3 confluent très près de la marge anale.
Les pattes sont de taille moyenne avec les antérieures un peu élargies et les postérieures longues. Le premier article du tarse est assez fort, le second est petit et le troisième est le plus long. Les griffes sont petites.
De nombreuses espèces du genre Heteronotus présentent un dimorphisme sexuel,. Ce dimorphisme est par exemple très marqué chez Heteronotus quadrinodosus et chez Heteronotus nigrogiganteus. Il est caractérisé par une forte dissimilarité de la structure pronotale qui diffère par la forme et l'arrangement des nœuds et des épines ainsi que par la présence ou l’absence de cornes supra-humérales et par la différence des motifs de couleur.

## Écologie
Les arrangements complexes des nœuds pronotaux et des épines ainsi que des couleurs des espèces du genre Heteronotus semblent imiter les fourmis et les guêpes ou des rameaux ligneux ce qui leur confère une certaine capacité de mimétisme et de camouflage.
Certaines espèces du genre Heteronotus sont mutualistes avec les hyménoptères notamment de la famille des Formicidae comme les genres Azteca et Camponotus ou les espèces Dolichoderus quadridenticulatus et  Dolichoderus validus.
Les espèces du genre Heteronotus se rencontrent sur différentes plantes hôtes de la famille Anonaceae comme Guatteria schomburgkiana, de la famille Bombacaceae comme Catostemma fragans, de la famille Caesalpiniaceae comme Tachigali guianensis, de la famille Fabaceae comme Inga marginata, Inga sapindoides et Pentaclethra macroloba, de la famille Meliaceae comme Trichilia havanensis, et de la famille Mimosaceae comme Acacia polyphylla.
Les espèces du genre Heteronotus peuvent vivre avec le pronotum endommagé qui pourrait servir de défense contre les prédateurs en se détachant.

## Publication originale
- Laporte, de, L. 1832. Notice sur un nouveau genre de l'ordre des Homoptères. Annales de la Société entomologique de France, 1: 95-98. (texte intégral)

## Taxonomie
Liste des 44 espèces du genre selon EOL (16 avril 2018) et 3I :
- Heteronotus abbreviatus Fairmaire, 1846[11]
- Heteronotus abcisus Walker, 1851[12]
- Heteronotus aethiops (Butler, A.G., 1878)[13]
- Heteronotus albopunctus Boulard, 1980[14]
- Heteronotus albospinosus Haviland, 1925[15]
- Heteronotus anthracinus Strümpel, 1988[16]
- Heteronotus apricarius Strümpel, 1988[16]
- Heteronotus armatus Laporte, 1832[4]
- Heteronotus belliger (Butler, A.G., 1878)[13]
- Heteronotus bicornis (Lesson, 1832)[17]
- Heteronotus brindleyi Boulard, 1980[14]
- Heteronotus broomfieldi Sakakibara, 1979[18]
- Heteronotus bullifer (Burmeister, 1833)[19]
- Heteronotus camaroni Boulard, 1980[14]
- Heteronotus delineatus Walker, 1858[20]
- Heteronotus divisus Walker, 1858[20]
- Heteronotus excisus Walker, 1851[12]
- Heteronotus fabulosus Boulard, 1981[21]
- Heteronotus flavolineatus Laporte, 1832[4]
- Heteronotus flavomaculatus Fonseca, 1936[22]
- Heteronotus formicoides Sakakibara, 1979[18]
- Heteronotus fuscoflavus Boulard, 1980[14]
- Heteronotus glandifer (Lesson, 1832)[17]
- Heteronotus horridus (Fabricius, 1787)[23]
- Heteronotus jauffreti Boulard, 1980[14]
- Heteronotus maculatus Sakakibara, 1968[24]
- Heteronotus modestus Boulard, 1980[14]
- Heteronotus mourei Creão-Duarte & Sakakibara, 1993 [25]
- Heteronotus nigrogiganteus Boulard, 1980[14]
- Heteronotus nodosus (Germar, 1821)[26]
- Heteronotus pertyi Metcalf & Wade, 1965[27]
- Heteronotus pompanoni Boulard, 1980[14]
- Heteronotus poupougni Boulard, 1980[14]
- Heteronotus quadrinodosus Fairmaire, 1846[28]
- Heteronotus quinquenodosus Stål, 1864[29]
- Heteronotus reticulatus Burmeister, 1833[19]
- Heteronotus sakakibarai Fonseca & Diringshofen, 1974[30]
- Heteronotus spinosus Laporte, 1832[4]
- Heteronotus stipatus Walker, 1858[20]
- Heteronotus tridens (Burmeister, 1833)[19]
- Heteronotus trinodosus Butler, A.G., 1878[13]
- Heteronotus vandamei Boulard, 1980[14]
- Heteronotus vespiformes Haviland, 1925[15]
- Heteronotus xanthomelas Walker, 1858[31]

## Galerie

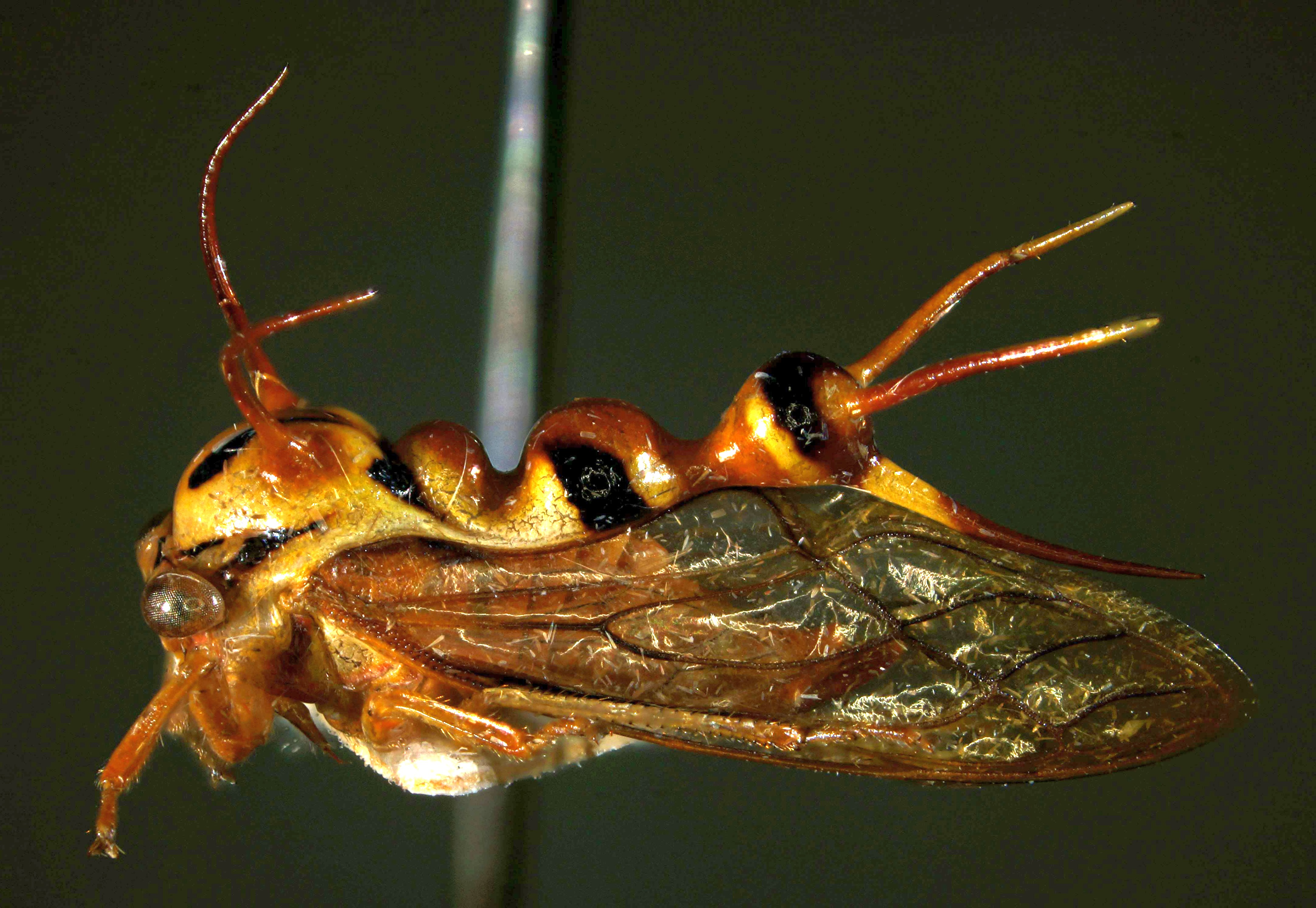
Heteronotus albospinosus
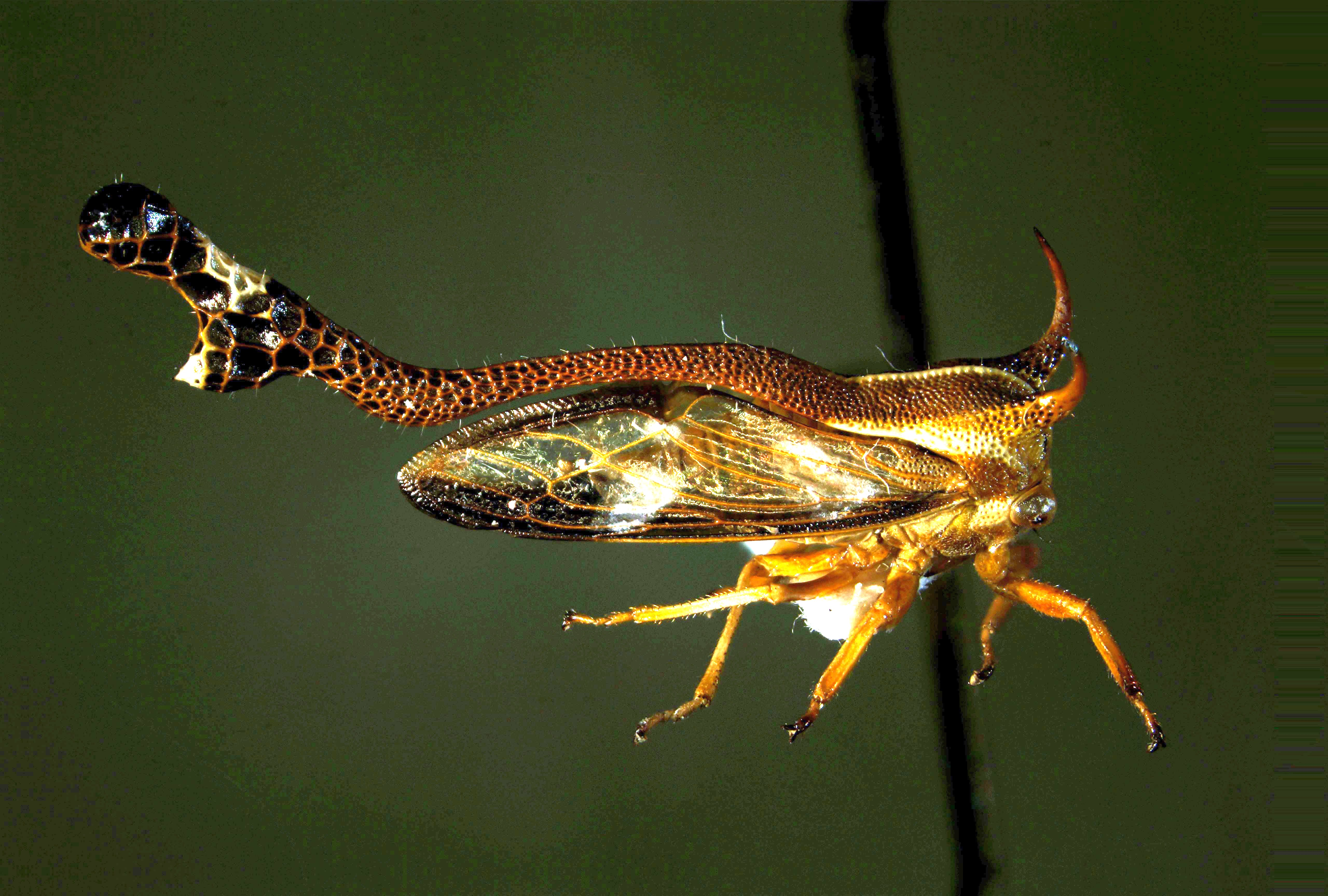
Heteronotus delineatus
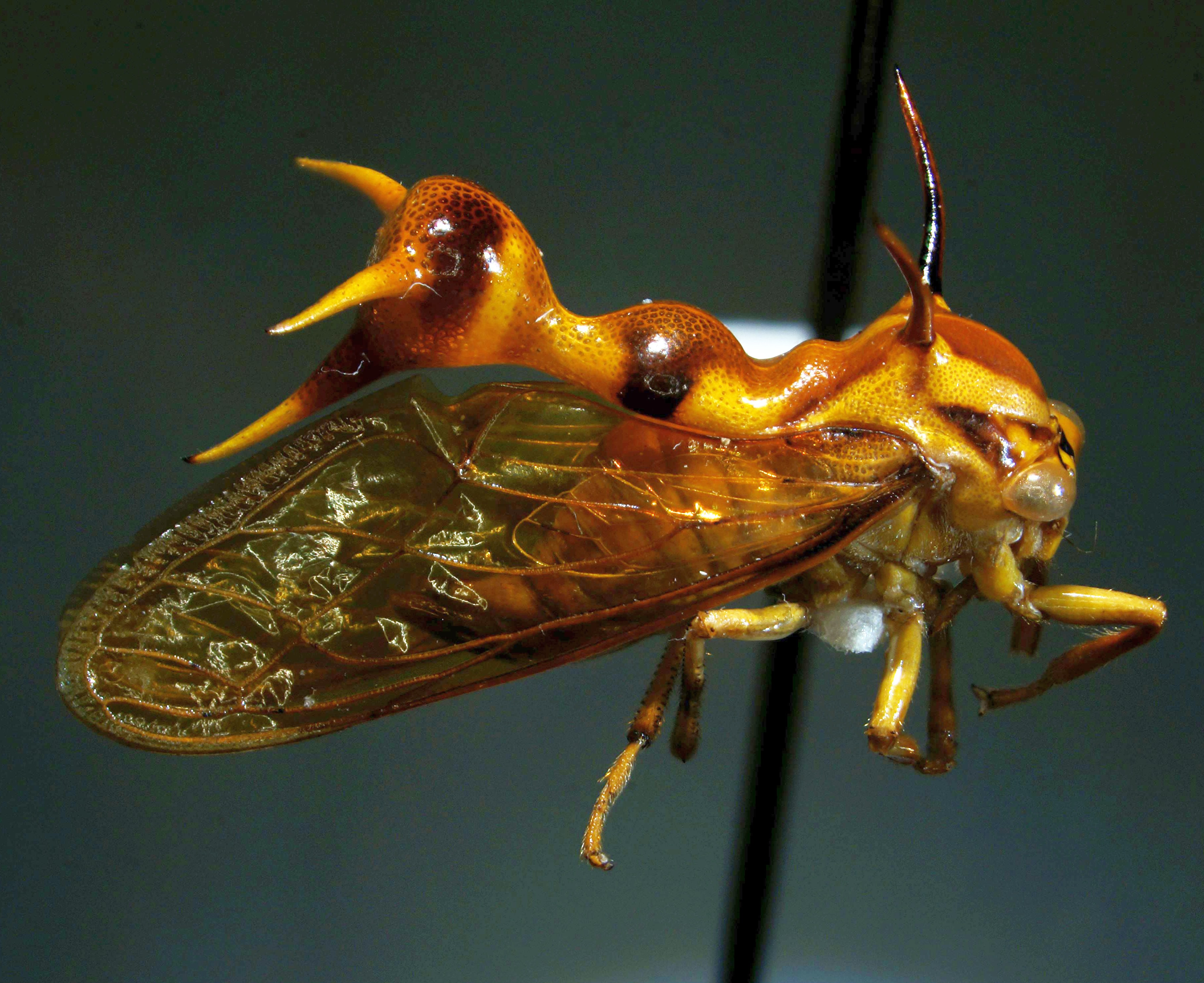
Heteronotus nodosus